# M. DuMont Schauberg

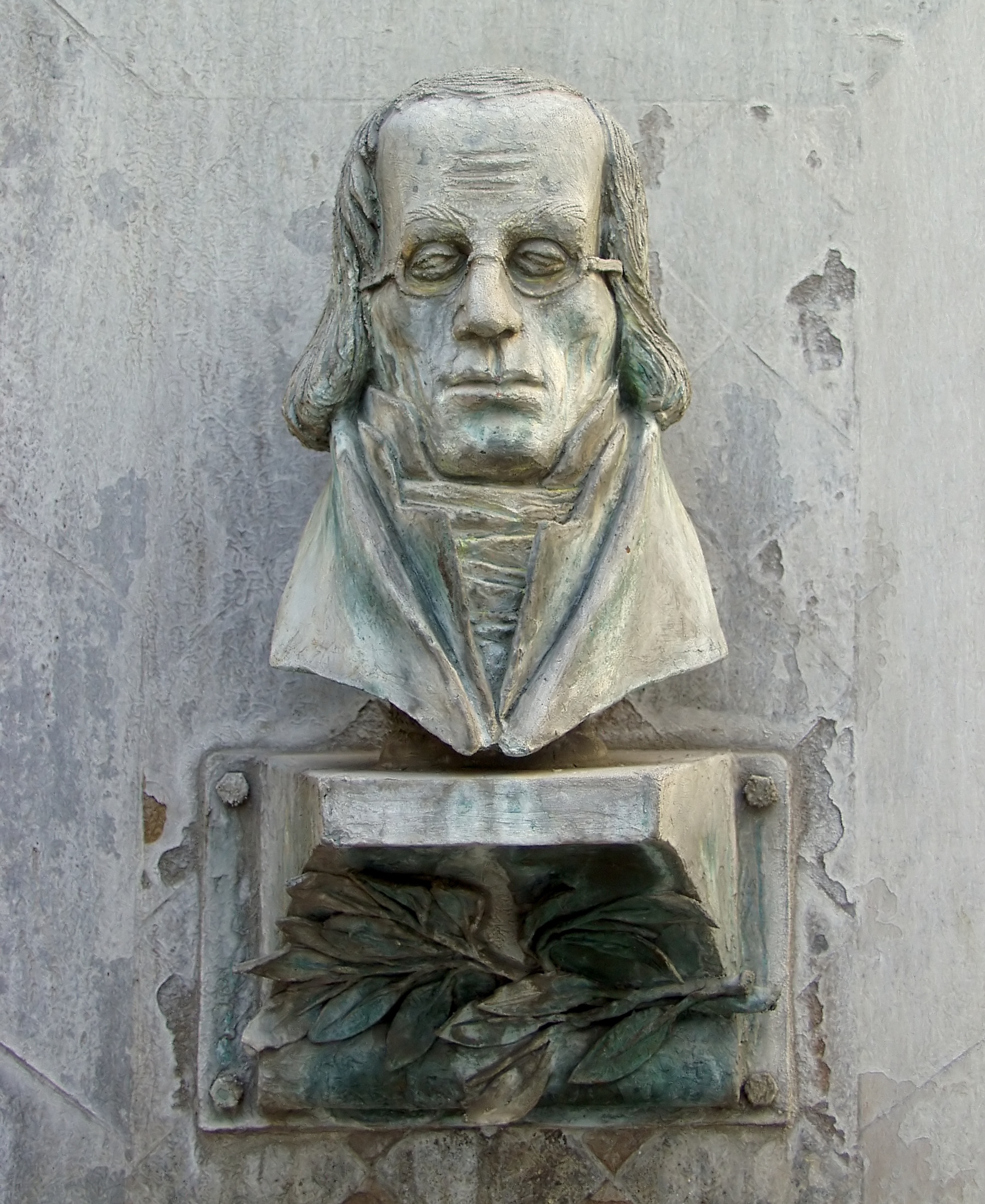
Buste de Marcus du Mont à DuMont

M. DuMont Schauberg est l'un des plus importants et plus anciens groupe de presse et un groupe de médias allemand. Fondé par Bertram Hilden en 1620, Marcus du Mont achète le Kölnische Zeitung en 1805, puis le journal principal de l'entreprise. Depuis, la compagnie est dirigée par la famille Neven du Mont qui a fait l'acquisition de nombreux journaux et magazines locaux et nationaux.
Les locaux principaux de la compagnie sont situés à Cologne. Le plus important journal publié par M. DuMont Schauberg est le Kölner Stadt-Anzeiger, depuis 1876.

## Journaux et magazines

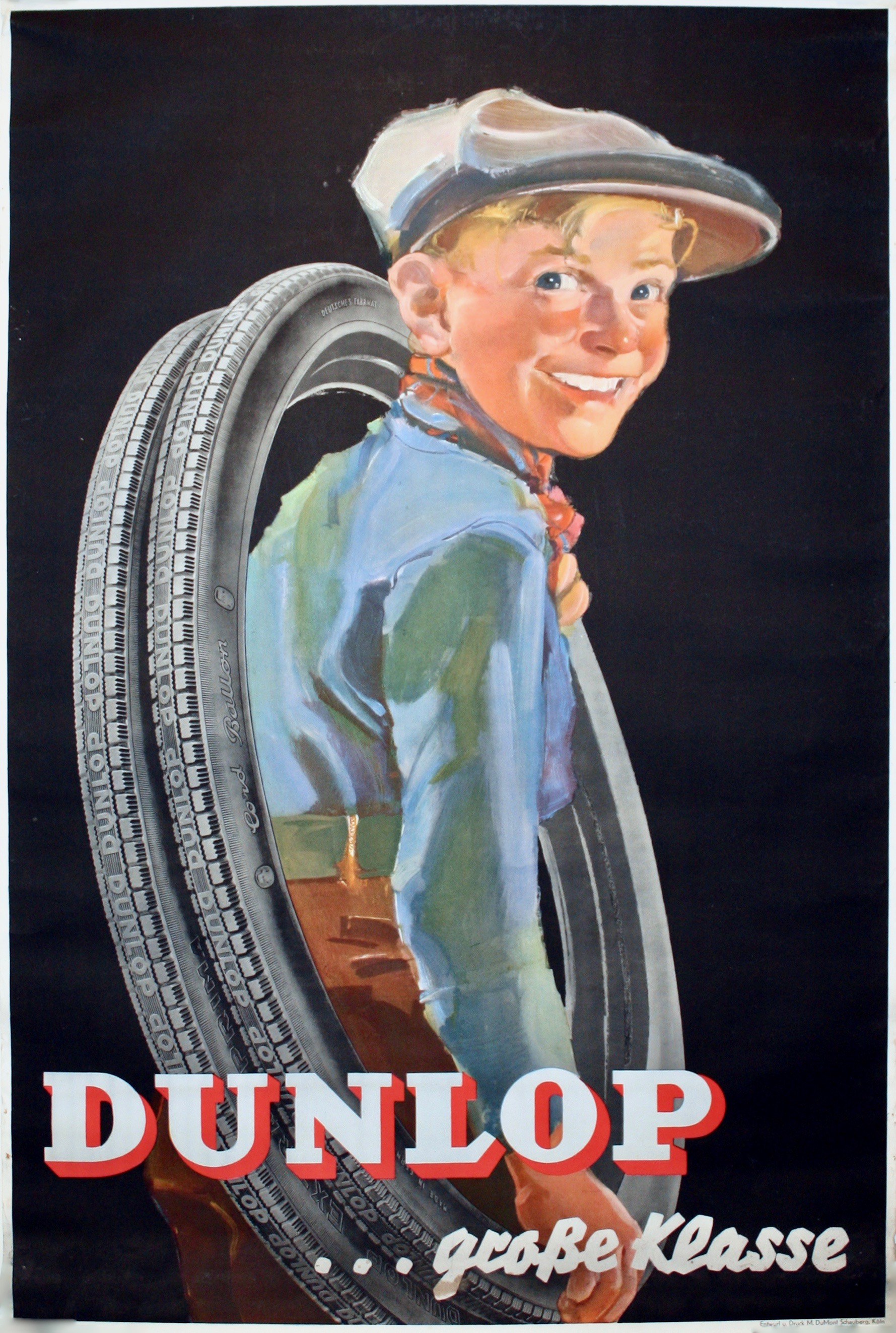
Publicité pour Dunlop (1925).

Journaux et magazines publiés par M. DuMont Schauberg :
- Berliner Kurier (diffusion 2010 : 123,010, parts : 65%)
- Berliner Zeitung (diffusion 2010 : 147,993, parts : 65%)
- Express (diffusion 2015 : 132,836 parts : 100%)
- Frankfurter Rundschau (diffusion 2008 : 152,500, parts : 50.1%)
- General-Anzeiger (diffusion 2008 : 82,176, parts : 18%)
- הארץ (Haaretz) (diffusion 2013 : 72,000, parts : 20%)
- Hamburger Morgenpost (diffusion 2010 : 112,935, parts : 100%)
- Kölner Stadt-Anzeiger (diffusion 2010 : 337,390 incl. Kölnische Rundschau, parts : 100%)
- Kölnische Rundschau
- Live! (diffusion  : environ 50.000)
- Mitteldeutsche Zeitung (diffusion 2010 : 230,028, parts : 100%)
- Naumburger Tageblatt (diffusion 2008 : 14,450, parts : 24.9%)
- Netzeitung